# Тауматроп
Тауматроп (потиче од грчке речи Θαυμα -. чудо и τροπη - ротација) је оптичка играчка која је значајна по томе што је претеча првих форми анимираног филма. Ова једноставна играчка је поставила темеље првих трикова анимације.
Почетком тридесетих година деветнаестог века, нарочито у викторијанској Енглеској и Француској у моду су ушле оптичке играчке намењене, како деци, тако и одраслима. Иако су се разликовале по изгледу, заједнички су им били цртежи фаза покрета или акција човека, животиње или неког другог објекта.
Тауматроп је стварао илузију покрета. Врло рано се појавило и објашњење те илузије. Кривац за то је неспособност наше очне мрежнице, ткзв. тромост или перзистенција вида. Наиме кад се сличица склони из нашег видног поља, она још врло кратко време после свог нестанка оставља на мрежници свој траг - ткзв. паслику (позитивну паслику). Ако следећа сличица уследи довољно брзо да ухвати још владајућу паслику (која убрзо нестаје), онда ће се њих две стопити у једну слику. То стапање, тумачило се, производи перцепцију покрета иако га у самим сличицама нема.

## Принцип рада Тауматропа
Реч је о округлум картону разапетом између две узице. Најчешће је на једној страни била нацртана птица, а на полеђини картона кавез. Када би се картон завртео довољно брзо посматрач би стекао утисак да се птица налази у кавезу. Захваљујући немогућности људског ока да региструје смењивање две засебне слике при великим брзинама, ствара се утисак сједињавања, односно преклапања мотива са једне и друге стране картона. Ко би рекао да су филмови и видео клипови настали открићем картона са обе стране нацртаним мотивима који се окрећу и захваљујући тромости нашег ока стварају илузију покрета?

## Ко је изумео оптичку играчку - тауматроп?
Четири особе су заслужне за тауматроп.
1. Џон Хершел (енгл. Dzon Hersel 1792-1871)
2. Вилијам Хенри Фитон (енгл. William Henry Fitton - 1780-1861)
3. Питер Марк Роџет (енгл. Peter Mark Roget 1779-1869)
4. Џон Парис (енгл. John Ayrton Paris 1785 -  1856)

## Оптички уређаји
- Тауматроп
- Фенакистоскоп
- Стробоскоп
- зоотроп или зоетроп
- Фантаскоп
- Праксиноскоп
- Зоопраксископ
- Кинеограф
- Кинора
- Филоскоп
- Мутоскоп